# 목조아미타여래좌상 (인천광역시 유형문화재 제68호)
목조아미타여래좌상(木造阿彌陀如來坐像)은 인천광역시 미추홀구 송암미술관에 있는, 조선 시대에 만들어진 아미타불 좌상이다. 1713년 제작된 경기도 고양시 상운사의 불상들과 유사한 양식적 특징을 가지고 있어, 비슷한 시기에 제작된 것으로 추정된다. 중품중생의 아미타수인을 결하고 있으며, 몸통은 직선에 가깝고, 머리는 숙인 모양을 하고 있다.
2015년 10월 7일 인천광역시 유형문화재 제68호로 지정되었다.

## 개요
본관 소장의 <목조아미타여래좌상>은 높이가 50cm, 슬폭 32cm, 어깨폭 21cm로 불상 가운데는 크지 않은 편에 속한다. <목조아미타여래좌상>은 하품중생의 아미타수인을 결하고 있으며, 신체는 거의 직선에 가깝고 장방형의 얼굴은 약간 숙였다. 불두의 나발은 앞과 뒷부분이 부분적으로 떨어져나갔으며, 눈썹과 콧털은 녹, 입술은 주색을 칠했던 흔적이 남아있다. 신체의 비례는 어깨폭과 무릎폭이 약 1:1.5로 안정적이며 흘러내리는 대의자락은 정돈된 모습으로 표현하였다. 무릎은 낮게 표현하고 대의의 앞자락은 한쪽에서만 흘러내려와 부채를 펼쳐놓은 것 같은 모습으로 율동감을 주고 있다. ‘U’자형으로 길게 내려온 대의는 배 아랫부분에서 겹쳐져있고 오른쪽 어깨를 감싸고 있는 대의자락은 모서리부분이 물방울처럼 내려와 마치 소매를 집어 올린 듯한 형태를 이루고 있다. 대의 안에 승각기(僧脚崎)는 사선으로 표현하였으며 왼쪽어깨로 넘어간 대의자락은 뒤쪽으로 넘어가 걸쳐있다.

## 참고 문헌
- 목조아미타여래좌상 - 국가유산청 국가유산포털